# Chiyo-ni
Chiyo-ni (千代尼, « la bonzesse Chiyo »), (1703 - 2 octobre 1775) est une bonzesse bouddhiste et poétesse japonaise de la période Edo. Elle est également connue comme Kaga no Chiyo (加賀千代 ou 加賀の千代, « Chiyo de Kaga ») du nom de sa province d'origine. Elle est considérée comme une des grandes poétesses japonaises.

## Biographie
Née à 松任 (Mattō, plus rarement prononcé Matsutō), préfecture d'Ishikawa, elle commence à étudier le haïku dès l'âge de douze ans. À dix-sept ans, elle est reconnue par le maître Shikō Kagami (1665-1731). Elle se marie à dix-huit ans, mais son mari meurt deux ans plus tard. Devenue bonzesse en 1754, elle se lie d'amitié avec de nombreux haïjins de cette époque.

## Poésie
Les fleurs, et en particulier les liserons (volubilis dans certaines traductions), reviennent souvent dans ses haïkus :

« Les chevaux au galop
reniflent leurs jarrets –
un parfum de violettes »

— (trad. Atlan et Bianu)

« S'ils se referment au matin
les volubilis –
c'est par haine des hommes ! »

— (trad. Atlan et Bianu)
Son haïku le plus célèbre est d'ailleurs celui dit du liseron et du seau, dont il existe de nombreuses traductions dans chaque langue ; en voici deux en français :

« Le liseron
A mis ses doigts sur le seau de mon puits
Je dois aller emprunter de l'eau au voisin »

— (trad. Coyaud, 1993)

« le liseron
au seau du puits s'est enroulé
à mon voisin je vais quémander de l'eau »

— (trad. Cheng, 2005)

### Éditions originales
On connaît d'elle deux recueils de haïkus :
- 1764. Chiyo-ni kushu (« Recueil des haikus de Chiyo-ni »), 564 haïkus
- 1771. Haikai matsu no koe (« Haiku du chant des pins »), 327 haikus

### Éditions en français
Monographies
- 2017. Chiyo-ni Une femme éprise de poésie Haïkus traduits et présentés par Grace Keiko et Monique Leroux Serres Editions Pippa

- 2005. Bonzesse au jardin nu (trad. CHENG Wing Fun ; bilingue), éd. Moundarren, 110 pages,  (ISBN 2-907312-52-9)

Anthologies
- 2002. Haiku : anthologie du poème court japonais (trad. Corinne Atlan et Zéno Bianu ; texte français seulement), éd. Gallimard, coll. « Poésie » no 369, 239 pages,  (ISBN 2-07-041306-3), 133 auteurs, 504 haïkus (dont 6 de Chiyo)